# Mand eller mus
|  | Denne artikel er oprettet af botten PalnaBot ud fra en ekstern database. Den kan derfor have sproglige fejl eller mangler. Denne skabelon kan fjernes efter kontrol af indholdet. |

Mand eller mus er en film instrueret af Jan Bacher Dirchsen.

## Handling
'Mand eller mus' er en eksperimenterende film om tre mænd med dårlig sædkvalitet. I et nøgent, hvidt studie undersøges det, hvor følsomt det er for mænd, når det at skabe liv ikke er en selvfølge. Af 1000 mænd turde kun de tre medvirkende tale om det. Filmen er en pseudoklinisk undersøgelse, der blander en gang stram minimalisme og en sprudlende fest.